# سیاهرگ‌های مثانه‌ای
سیاهرگ‌های مثانه‌ای (انگلیسی: Vesical veins) سیاهرگ‌ها یا وریدی هایی در ناحیه لگن خاصره هستند که خون را از مثانه خارج می‌کنند و به بیرون می‌آورند. سیاهرگ‌های مثانه‌ای خون را از شبکه سیاهرگی مثانه دریافت می‌کنند و از شاخه‌های سیاهرگ تهیگاهی درونی هستند.